# A35 (Italië)
De A35 of BreBeMi (naar de afkorting van Brescia-Bergamo-Milano) is een autosnelweg in Lombardije in het noorden van Italië die de stad Brescia met Bergamo en Milaan (A58) verbindt. De snelweg is 62,1 kilometer lang en werd op 23 juli 2014 geopend. De snelweg werd aangelegd als alternatief voor de drukke A4, die meer ten noorden loopt. De A35 wordt beheerd door het bedrijf BreBeMi S.p.A.